# Bodo Uhse
Bodo Uhse (Rastatt, 1904. március 12. – Berlin, 1963. július 2.) német politikus, író, újságíró és forgatókönyvíró. Kalandos életútja során több alkalommal élt kényszerből külföldön, előbb a nemzetszocializmus, majd a kommunizmus híve volt, egy ideig az NDK parlamentjében is tag volt. A kommunista ország legnépszerűbb írói közé tartozott.

## Válogatott művei
- Söldner und Soldat. Roman, 1935
- Leutnant Bertram. Roman, 1944
- Wir Söhne. Roman, 1948
- Die heilige Kunigunde im Schnee und andere Erzählungen, 1949
- Landung in Australien. Reisebericht, 1950
- Die Brücke. 3 Erzählungen, 1952
- Die Patrioten. Roman, 1954
- Tagebuch aus China, 1956
- Mexikanische Erzählungen, 1957
- Die Aufgabe. Eine Kollwitz-Erzählung, 1958
- Gestalten und Probleme, 1959
- Reise in einem blauen Schwan. Erzählungen, 1959
- Sonntagsträumerei in der Alameda, 1961
- Im Rhythmus der Conga. Ein kubanischer Sommer, 1962